# Ralf-Peter Hemmann
Ralf-Peter Hemmann (Dresde, Alemania, 8 de diciembre de 1958) es un gimnasta artístico alemán, que compitió representado a Alemania del Este, llegando a ser subcampeón olímpico en 1980 en el concurso por equipos, y campeón del mundo en 1981 en salto de potro.

## 1978
En el Mundial de Estrasburgo 1978 ayuda a sus compañeros a lograr la medalla de bronce en el concurso por equipos, quedando tras los japoneses y soviéticos.

## 1980
En los JJ. OO. de Moscú gana la medalla de plata el concurso por equipos —por detrás de la Unión Soviética y delante de Hungría (bronce); sus compañeros de equipo eran: Roland Brückner, Lutz Hoffmann, Lutz Mack, Michael Nikolay y Andreas Bronst—.

## 1981
En el Mundial de Moscú 1981 consigue la primera posición (oro) en la prueba de salto de potro, por delante de los soviéticos Artur Akopyan y Bogdan Makuts.